# Château de Chantecaille
Le château de Chantecaille est un château situé dans la commune française de Mer dans le département de Loir-et-Cher. 

## Historique
Il est mentionné dès 1406 comme dépendance de Talcy. Il fut la demeure du sculpteur américain John Henry Bradley Storrs (en) qu'il acquit en 1921 et où il vécut jusqu'à sa mort en 1956.
Le château est inscrit partiellement au titre des monuments historiques par arrêté du 20 décembre 1985.